# 2020年6月

## 6月1日
- 刚果民主共和国赤道省姆班达卡再度爆发埃博拉疫情，根据世界卫生组织和联合国儿童基金会的报道，共有6个新增病例，5人死亡[1]。
- 美国40多座城市实施宵禁，平息由乔治·弗洛伊德之死衍生的暴力示威[2]。
- 《中华人民共和国基本医疗卫生与健康促进法》开始施行。该法是中国卫生与健康领域第一部基础性、综合性的法律[3][4][5]。
- 中国共产党中央委员会、中华人民共和国国务院印发《海南自由贸易港建设总体方案》[6][7]。
- 聯合晚報在聯合報官網公告，自6月2日起停刊，創刊32年又3個多月的聯合晚報今天下午出刊後，台灣目前唯一晚報就畫下句點[8]。
- 美國總統川普發表談話，譴責因非裔佛洛伊德被員警壓頸致死所引發的暴動是「國內恐怖行動」，若各州無法阻止，他將動用軍隊鎮壓[9]。

## 6月2日
- Alphabet和Google面临一项索偿50亿美元的集体诉讼，因该公司的Chrome利用隐身模式追踪用户违反隐私权[10]。

## 6月3日
- 2020年北印度洋气旋季第2号气旋尼萨尔加吹袭孟买南部，是该城市自1891年首次遭受热带气旋袭击。印度西南部遭受2019冠状病毒病疫情重创的马哈拉施特拉邦和古吉拉特邦低洼地区有约10万人被迫撤离[11]。
- 2019年里奇克莱斯特地震5.5级余震在洛杉矶发生[12]。
- 英国首相鲍里斯·约翰逊宣布更改移民法，宣布一旦中華人民共和国政府在香港实施国安法，便会向持有英國國民（海外）護照的香港居民延长居留权限[13]。
- 由于中华人民共和国“五个一”政策的实施，美国交通部宣布暂停中国承运人承运的往返美国的客运航班[14]。

## 6月4日
- 香港立法会三读通过《国歌条例草案》[15]。

## 6月6日
- 印尼一军用直升机坠毁，造成4人死亡，5人受伤。[16]
- 中華民國高雄市市長韩国瑜被投票罢免。

## 6月8日
- 三星电子副会长李在镕、前三星未来战略室室长（副会长）崔志成、战略组组长（社长）金钟重出庭接受逮捕必要性审查。[17]

## 6月9日
- 朝鲜宣布切断所有朝韩通讯联络线[18]。

## 6月13日
- 中华人民共和国浙江台州温岭甬台温高速公路（属沈海高速公路）上一辆槽罐车爆炸引发交通事故[19]。

## 6月14日
- 晚11时51分，日本琉球群岛海域發生震級6.7级地震，震源深度150公里。震中位于那霸东北偏北约290公里[20]。
- 日本放送協會（NHK）報導，日本星際科技公司（Interstellar Technologies）製作的小型火箭MOMO5號，同日發射時，因發動機零件故障而再度中斷升空[21]。

## 6月15日
- 美國奧斯卡金像獎主辦單位同日宣布，2021年（第93屆）頒獎典禮因疫情影響，將延後2個月（等於由原訂的2月28日改至4月25日舉辦），是該典禮成立以來（68年）最晚一次舉辦[22]。
- 中國人民解放軍與印度武裝部隊於中印邊界發生軍事衝突，互有傷亡，陣亡者包括喀什米爾拉達克加勒萬河谷的軍營指揮官[23]。

## 6月16日
- 朝鲜因不滿脫北者從韓國向朝鲜发放批评朝鲜政权的氣球单张，炸毁了开城的因新冠肺炎疫情爆發後空置的南北共同聯絡事務所[24]。

## 6月18日
- 2020年聯合國安全理事會選舉第2輪投票結果出爐，墨西哥、印度、挪威、愛爾蘭和肯亞當選為新任安理會非常任理事國。[25]

## 6月19日
- 香港公務員事務局局長聶德權同日致函全體公務員，強調公務員「不可進行反對『港區維護國家安全法』的行為」[26]。

## 6月20日
- 英格兰雷丁发生恐怖袭击事件，一持刀男子袭击多人，造成3人死亡、3人重伤[27]。

## 6月21日
- 2020年塞爾維亞議會選舉進行投票。[28]

## 6月22日
- 超級電腦計算速度排行榜（TOP500）同日公布，日本理化學研究所與富士通共同研發的「富岳」以每秒（41.5京次）計算能力，奪得第一。除計算速度快，計測實際模擬演算、AI計算性能指標等共4項目均奪冠。而第2名的美國IBM超級電腦「高峰」（Summit，每秒14.8京次）。第3名也是美國超級電腦Sierra，第4、5名則為中國開發的超級電腦。[29]
- 在印度泰米爾納德邦，一對父子因迟了15分钟关闭店铺被捕後，在警方拘留期間疑遭虐打受重傷，二人在獲釋後不久死亡，5名警察事後被捕，被起訴謀殺罪名。[30][31]
- 2020年基里巴斯总统选举進行投票。[32]

## 6月23日
- 北斗三号全球卫星导航系统代号为G3的最后一颗组网卫星在中国西昌卫星发射中心发射升空[33]。
- 墨西哥瓦哈卡州发生7.4级强烈地震，至少5人死亡[34][35]。
- 2020年馬拉維總統選舉進行投票[36]。

## 6月24日
- 蒙古國舉行議會選舉[37]。
- 因新冠疫情延期的2020年红场阅兵（英语：2020 Moscow Victory Day Parade）在俄罗斯举行[38]。

## 6月25日
- 2020年俄羅斯修憲公投開始投票。[39]
- 德國Wirecard公司向慕尼黑地方法院申請啟動破產程序。[40]
- 在曼彻斯特城足球俱乐部失分後，利物浦足球俱乐部已確定獲得2019年至2020年英格蘭足球超級聯賽冠軍。[41]

## 6月26日
- 英國格拉斯哥發生持刀襲擊事件，造成六人受傷，嫌犯當場被擊斃[42]。

## 6月27日
- 2020年冰島總統選舉進行投票。[43]

## 6月28日
- 拉扎勒斯·查克維拉宣誓就任马拉维总统。[44]
- 2020年波蘭總統選舉進行首輪投票。[45]
- 美國約翰·霍普金斯大學(The Johns Hopkins University School)資料顯示（页面存档备份，存于），新冠肺炎疫情蔓延全球188個國家與地區，確診人數突破1000萬人，死亡人數突破50萬人。

## 6月29日
- 巴基斯坦證券交易所遭到武裝分子襲擊，造成3名守衛和1名警察喪生，4名施襲者被擊斃。[46]
- 法國前總理弗朗索瓦·菲永被判挪用公款等罪名成立，被判處入獄5年，其中3年獲緩刑。[47]

## 6月30日
- 美國宣布撤銷對香港的特殊待遇地位，並停止向香港出口美製國防設備及敏感軍民兩用相關技術[48]。
- 中華人民共和國全國人民代表大會常務委員會以全票162票通過《中華人民共和國香港特別行政區維護國家安全法》草案[49]，香港政府於下午十一時刊憲公佈條文，並即時生效[50]。
- 伊朗德黑兰一医疗中心爆炸，造成至少19人死亡。[51]
- 欧洲联盟同意解除日本、韩国等14国旅行禁令，中国則獲有條件列入名單，需等待中國向歐盟旅客對等開放入境。上述建議對歐盟成員國不具法律約束力，各國仍可自行決定是否對名單內的國家設限。[52][53]